# Sausería
Se llama sausería al lugar u oficio de la casa del Rey en que se cuida de la plata y adonde se llevan las sobras de su mesa y comen muchos de los que le sirven. 
La descripción dada es de Francia pero en España toda la vianda que se ha servido al Rey, se volvía a llevar al oficio del guarda majier adonde acudían los criados del Sumiller de Corps por dicha vianda por ser él a quien pertenecía y al que le tocaba alguna cosa se la lleva a su casa y por lo demás en España no había lugar alguno donde comieran los criados del Rey pues no comían en Palacio. 
Al que cuida de este oficio le llaman Jefe de la Sausería y tenía la regalía de escoger un plato de la vianda, tanto a mediodía como por la noche.